# Gávdosz
Gávdosz (görögül Γαύδος) Görögország és egyben egész Európa legdélebbi szigete.  Krétától 36 km-re délre, a Földközi-tengerben található. Dimosz (Δήμος) önkormányzatához, Khania (Χανιά) prefektúrához, Kréta tartományhoz tartozik. A 2001-es népszámlálás szerint mindössze csak 100 lakosa van. Éghajlata mediterrán. Az észak-afrikai partvidéktől 250 km-re északra fekszik. Van egy lakatlan „testvérszigete” is, a nála kisebb Gavdopoula (Γαυδοπούλα). Gavdopuola a szigettől északabbra van. Gávdosz északkeleti-délnyugati kiterjedése 10 km, területe 27 km², legmagasabb pontja pedig eléri a 368 métert. Nagyobb települései:  Ambelosz (Άμπελος), Kasztri (Καστρί), Metokhi (Μετόχι), Szarakiniko (Σαρακινικό) és Vatsziana (Βατσιανά). A szóbeszéd szerint ez volt az a sziget, ahol Calypso nimfa fogva tartotta a trójai háborúból hazafelé tartó Odüsszeuszt.

## Tripiti-fok
Ez a fok Európa legdélebbi pontja (é. sz. 34° 48′ 02″). Görög neve: Akrotíri Tripiti (Ακροτίρι Τρυπητή). Vatszianából mintegy 4 km hosszú kavicsos úton lehet eljutni idáig. A pontot egy fából faragott szék jelzi, amelyen ez a három felirat áll: "southern point of Europe" "relax" "smile".

## Az itteni élet

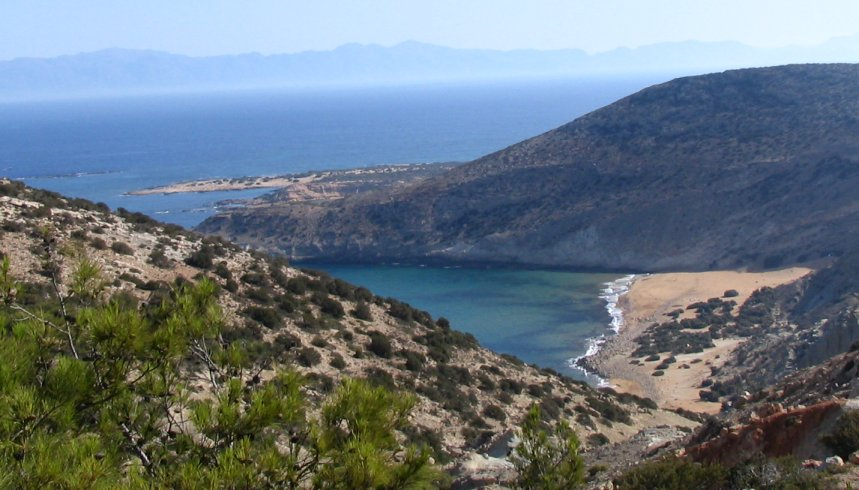
A Potamosz strand

Főszezonban heti 3 hajó megy a szigetre. Csak Kasztriban található általános iskola és orvosi rendelő. Vészhelyzet estén lehet helikoptert hívni. Karava település közelében van egy újonnan épített rendőrség. A szemetet hajóval szállítják el a szigetről. A szigeten hotelek nincsenek. EU-s pénzösszegből 300 férőhelyes szabadtéri színpad épül. Gávdosznak van egy saját rádióállomása, az FM 88.8, amelyet Kréta déli részén is lehet fogni. Természetes édesvízi források is vannak errefelé, a sziget gazdag felszín alatti vizekben. Vatsziana település mellett található egy néprajzi múzeum.

## Kasztri
Kasztri (görög betűkkel Καστρί) a sziget székhelye. Kevesebb, mint 20 lakosa van. Itt található a közigazgatási hivatal és Gávdosz önkormányzata. A település 220 m magasan fekszik. Nem ez a sziget legnagyobb helysége, nagyobb nála Ambelosz. Kövezett út köti össze Karave és Szarakiniko faluval.

## Fordítás
- Ez a szócikk részben vagy egészben  a   Gavdos című német Wikipédia-szócikk fordításán alapul.  Az eredeti cikk szerkesztőit annak laptörténete sorolja fel. Ez a jelzés csupán a megfogalmazás eredetét és a szerzői jogokat jelzi, nem szolgál a cikkben szereplő információk forrásmegjelöléseként.